# Geostrophische Anpassung
Die geostrophische Anpassung ist ein Prozess in der geophysikalischen Hydrodynamik, bei dem sich die Felder einer anfänglichen Druck- und Geschwindigkeits-Störung in einer rotierenden Flüssigkeit wechselseitig soweit deformieren, bis sich ein stationäres Gleichgewicht zwischen der Druckgradient- und der zum stationären Geschwindigkeitsfeld gehörenden Corioliskraft eingestellt hat. Dieser Endzustand wird geostrophisches Gleichgewicht genannt. Dieses Problem wurde erstmals theoretisch von Carl-Gustaf Rossby für zwei spezielle Fälle gelöst und 1937 und 1938 publiziert. Die geostrophische Anpassung erfolgt durch Poincaré-Wellen, die von der anfänglichen Störung abgestrahlt werden. Die charakteristische Längenskala, auf der sich das geostrophische Gleichgewicht einstellt, wird Rossbyradius genannt. Auf rotierenden Planeten mit einer Atmosphäre sowie mit Ozeanen, in denen die entsprechenden Rossbyradien kleiner sind als der Radius des jeweiligen Planeten, ist die geostrophische Anpassung ein fundamentaler Prozess, der die Dynamik ihrer Atmosphären und Ozeane im starken Maß bestimmt.

## Mathematische Beschreibung
Geostrophische Anpassungen gibt es aus einer Vielzahl unterschiedlicher anfänglicher Kombinationen von Strömungs- und Druckverteilungen. Besonders anschaulich sind jedoch zwei sich ergänzende Fälle. Im ersten Fall ist ein kastenförmiger Strahlstrom kombiniert mit einem räumlich konstanten Druckfeld (Rossby's Anpassungsproblem). Alternativ kann man die Anpassung einer horizontalen Druckgradienten in einer ruhenden Flüssigkeit (komplementäres Rossby Problem) untersuchen. Dieser letzterer Fall wird vorwiegend in den entsprechenden Lehrbüchern, siehe Gill (1982) behandelt. 
Wir betrachten die geostrophische Anpassung am Beispiel eines unendlich ausgedehnten, reibungsfreien Ozeans mit einem ebenen Boden in der Tiefe z = −H auf der mit der Winkelgeschwindigkeit {\displaystyle {\vec {\Omega }}} rotierenden Erde, siehe z. B. Gill (1982). Durch das Vernachlässigen der vertikalen Beschleunigungen wird der Seegang aus den Bewegungsgleichungen für die Flüssigkeit des Ozeans herausgefiltert.
Die vertikal gemittelten Gleichungen für die horizontalen Geschwindigkeitskomponenten der hydrostatischen Flüssigkeit lauten
{\displaystyle {\frac {\partial u}{\partial t}}-fv=-g{\frac {\partial \eta }{\partial x}}},
{\displaystyle {\frac {\partial v}{\partial t}}+fu=-g{\frac {\partial \eta }{\partial y}}}.
In den obigen Gleichungen sind:
- t: die Zeit
- x, y, z: die Koordinaten eines rechtwinkligen Koordinatensystems mit dem Nullpunkt im Meeresspiegel auf der geographischen Breite {\displaystyle \phi }, z. B. positiv nach Osten, positiv nach Norden und positiv entgegen der Schwerkraft gerichtet.
- u, v: die horizontalen Komponenten des Geschwindigkeitsvektors in Richtung der x- und y-Achse.
- {\displaystyle \eta }: die Auslenkung der Meeresoberfläche aus der Ruhelage.
- {\displaystyle f=2{\vec {\Omega }}\sin \varphi }, der Coriolisparameter.

Für die Kontinuitätsgleichung der als inkompressibel angesehenen Flüssigkeit erhalten wir
{\displaystyle {\frac {\partial \eta }{\partial t}}+H\left({\frac {\partial u}{\partial x}}+{\frac {\partial v}{\partial y}}\right)=0},
Um eine Gleichung für die Auslenkung der Meeresoberfläche zu erhalten, wird die Divergenz der horizontalen Komponenten des Impulses gebildet und die Kontinuitätsgleichung eingesetzt
{\displaystyle {\frac {\partial ^{2}\eta }{\partial t^{2}}}-c^{2}\left({\frac {\partial ^{2}\eta }{\partial x^{2}}}+{\frac {\partial ^{2}\eta }{\partial y^{2}}}\right)+fH\zeta =0},
wobei {\displaystyle c^{2}=gH} die Phasengeschwindigkeit einer langen Welle auf der nichtrotierenden Erde ist und
{\displaystyle \zeta ={\frac {\partial v}{\partial x}}-{\frac {\partial u}{\partial y}}},
die vertikale Komponente der Rotation des Geschwindigkeitsfeldes.
Wenn in der Gleichung für die Auslenkung der Meeresoberfläche f = 0 gesetzt wird, erhält man eine Gleichung für eine Variable, nämlich die Wellengleichung. Im Falle einer rotierenden Flüssigkeit weist die obige Gleichung darauf hin, die Änderung der Rotation des horizontalen Geschwindigkeitsfeldes zu berücksichtigen. Zu diesem Zweck bilden wir die Rotation der Impulsgleichungen woraus sich die Gleichung für die zeitliche Änderung der vertikalen Komponente der Rotation der Geschwindigkeit, nämlich  
{\displaystyle {\frac {\partial \zeta }{\partial t}}+f\left({\frac {\partial u}{\partial x}}+{\frac {\partial v}{\partial y}}\right)=0},
ergibt. Das bedeutet, dass die zeitliche Änderung von {\displaystyle {\frac {\zeta }{f}}} auf der rotierenden Erde gleich der negativen Divergenz der horizontalen Bewegung ist. Benutzt man die Kontinuitätsgleichung zur Elimination der horizontalen Divergenz, so ergibt sich 
{\displaystyle {\frac {\partial }{\partial t}}\left({\frac {\zeta }{f}}-{\frac {\eta }{H}}\right)=0}.
Diese Gleichung ist die linearisierte Form der Gleichung für die Erhaltung der potentiellen Vortizität einer homogenen Flüssigkeit in einem sich drehenden Koordinatensystem. Sie bringt zum Ausdruck, dass die potentielle Vortizität ihren Anfangswert an jedem Punkt zu allen Zeiten behält. Dieses Ergebnis kann man nutzen, um die zeitliche Entwicklung einer anfänglichen Störung der Meeresoberfläche zu berechnen. 
Wir betrachten im Weiteren eine spezielle Form einer anfänglichen Druckstörung, bei der zur Zeit t = 0 das Meer in Ruhe ist, nämlich u = v = 0 sind und in der Meeresoberfläche ein stufenförmiger Sprung bei x = 0 parallel zur y-Achse existiert. Die Auslenkung der Meeresoberfläche ist dann gegeben durch
{\displaystyle \eta =-\eta _{0}\operatorname {sgn}(x)}.
Die potentielle Vortizität ist dann für alle Zeiten
{\displaystyle \left({\frac {\zeta }{f}}-{\frac {\eta }{H}}\right)={\frac {\eta _{0}}{H}}\operatorname {sgn}(x)}.
Setzen wir obige Beziehung in die Wellengleichung für die Auslenkung der Meeresoberfläche ein, so erhalten wir  
{\displaystyle {\frac {\partial ^{2}\eta }{\partial t^{2}}}-c^{2}\left({\frac {\partial ^{2}\eta }{\partial x^{2}}}+{\frac {\partial ^{2}\eta }{\partial y^{2}}}\right)+f^{2}\eta =-f^{2}\eta _{0}\operatorname {sgn}(x)}.

### Die stationäre Lösung

Wasserstand nach der geostrophischen Anpassung eines anfänglich ruhenden Ozeans mit einer Wasserstandsstörung in Form einer parallel zur y-Achse verlaufenden Stufe.

Im Gegensatz zur nicht rotierenden Erde bleibt auf der rotierenden Erde von einer anfänglichen Störung der Meeresoberfläche eine andauernde Deformation der Meeresoberfläche zurück. Für den obigen Fall ergibt sich für die stationäre Lösung wegen der Unabhängigkeit von der y-Koordinate die Gleichung
{\displaystyle -c^{2}{\frac {d^{2}\eta }{dx^{2}}}+f^{2}\eta =-f^{2}\eta _{0}\operatorname {sgn}(x)}.
Die Lösung für {\displaystyle \eta }, die erstmals von Rossby (1938) angegeben wurde, ist kontinuierlich und antisymmetrisch bezüglich x und hat die Form
{\displaystyle {\frac {\eta }{\eta _{0}}}=(\Theta (-x)-\Theta (x))\left(1-e^{-{\frac {|x|}{R}}}\right)}.
Hier ist {\displaystyle R} der sogenannte Rossby-Radius der Deformation, innerhalb dessen die ursprünglich stufenförmige Störung der Wasseroberfläche zu einem stetigen aber bleibenden Übergang deformiert wurde. Dabei ist  
{\displaystyle R={\frac {c}{|f|}}={\frac {\sqrt {gH}}{|f|}}}.
Der Rossby-Radius ist die fundamentale Längenskale für das Verhalten von Flüssigkeiten auf der rotierenden Erde unter dem rückstellenden Einfluss der Gravitationskraft. Alle ursprünglich vorhandenen Störungen im Druckfeld einer Flüssigkeit auf der rotierenden Erde werden soweit deformiert, dass die dauerhaften verbleibenden Druckstörungen Längenskalen von der Größenordnung des Rossby-Radius aufweisen. Die damit verbundenen horizontalen Druckgradienten befinden sich mit der Corioliskraft der stationären geostrophischen Strömungen im Gleichgewicht.
{\displaystyle -fv=-g{\frac {\partial \eta }{\partial x}}},
{\displaystyle +fu=-g{\frac {\partial \eta }{\partial y}}}.
Für den oben beschriebenen Fall einer anfänglich stufenförmigen Druckstörung erhalten wir für die stationäre geostrophische Geschwindigkeit
{\displaystyle v=-{\frac {g}{f}}{\frac {\eta _{0}}{R}}e^{-{\frac {|x|}{R}}}},
ein Stromfeld, das innerhalb des Rossby-Radius um die ursprüngliche Stufe gebündelt ist.

Geostrophische Strömung nach der geostrophischen Anpassung eines anfänglich ruhenden Ozeans mit einer Wasserstandsstörung in Form einer parallel zur y-Achse verlaufenden Stufe.

Mit einer anfänglichen Wasserstandsstufe {\displaystyle \eta _{0}=1\;\mathrm {m} } und einer Erdbeschleunigung g = 9,81 m/s^2 sowie einem baroklinen Rossbyradius R = 50 km eines Ozeans in subtropischen Breiten (35° Breite), siehe Chelton et al. (1998), erhält man für die maximale geostrophische Geschwindigkeit an der Position der anfänglichen Stufe {\displaystyle v_{0}={\frac {g}{f}}{\frac {\eta _{0}}{R}}=2{,}3\,{\frac {\mathrm {m} }{\mathrm {s} }}}.
Dieses Ergebnis stimmt gut mit der im Golfstrom beobachteten maximalen Strömungsgeschwindigkeit überein.
Der Volumentransport T der geostrophischen Strömung ist gegeben durch das Integral über die Fläche in der (x,z)-Ebene
{\displaystyle T=\int \limits _{-\infty }^{\infty }dx\int \limits _{-H}^{0}dz\;v(x,z)=-{\frac {2\eta _{0}gH}{f}}}.
Der Transport hängt nicht mehr vom genauen Verlauf des Wasserstandes, sondern nur noch von der Differenz zwischen dem höchsten und niedrigsten Wasserstand entlang der horizontalen Erstreckung des Integrationsgebietes und der Wassertiefe ab. Legt man die oben verwendeten Werte zugrunde und nimmt eine vertikale Ausdehnung der Strömung von H = 1000 m an, so erhält man einen Transport von T = 234 Sv (1 Sv = 1 Sverdrup = 1 Million m^3/s). Dies ist eine Überschätzung des maximalen Transports des Golfstroms um den Faktor zwei, obwohl die maximale geostrophische Strömung richtig geschätzt war. Die Ursache für diese Abweichung des geostrophischen Transports von der Beobachtung liegt in der Annahme einer vertikal konstanten Strömung. Die beobachteten Strömungsgeschwindigkeiten im Golfstrom nehmen dagegen von der Oberfläche bis zu ihrer maximalen Tiefe bei annähernd 1000 m durch Überlagerung der barotropen und der baroklinen Strömungsanteile kontinuierlich ab, wodurch sich der resultierende Volumentransport reduziert.      

### Die Energieänderungen bei der geostrophischen Anpassung
Betrachtet man zuerst die potentielle Energie der Störung, so ist die der initialen Störung pro Längeneinheit entlang der x-Achse integriert unendlich groß. Nach der geostrophischen Anpassung ist sie im Gegensatz zur nicht rotierenden Erde ebenfalls unendlich groß. Jedoch die Änderung der potentiellen Energie zwischen der anfänglichen Druckstörung und der nach der geostrophischen Anpassung verbleibenden Störung ist endlich. Sie beträgt
{\displaystyle \Delta P_{\mathrm {e} }=2{\frac {1}{2}}\rho g\eta _{0}^{2}\int \limits _{0}^{\infty }\left(1-\left(1-e^{-{\frac {x}{R}}}\right)^{2}\right)dx={\frac {3}{2}}\rho g\eta _{0}^{2}R}
Im Falle der nicht rotierenden Erde wird alle potentielle Energie, die in der anfänglichen Störung vorhanden ist, in kinetische Energie umgewandelt. Im Falle der rotierenden Erde wird dagegen nur ein endlicher Anteil in kinetische Energie umgewandelt. Der Betrag an kinetischer Energie pro Längeneinheit in y-Richtung in der stationären geostrophischen Strömung beträgt
{\displaystyle K_{\mathrm {e} }=2{\frac {1}{2}}\rho Hg^{2}\eta _{0}^{2}(fR)^{-2}\int \limits _{0}^{\infty }e^{-2{\frac {x}{R}}}dx={\frac {1}{2}}\rho g\eta _{0}^{2}R}
Überraschenderweise wird nur ein Drittel der abgegebenen potentiellen Energie in die kinetische Energie der geostrophischen Gleichgewichtsströmung umgewandelt.   
Die anderen zwei Drittel der von der ursprünglichen Druckstörung abgegebenen potentiellen Energie werden durch die Energie von dispersiven Poincaré-Wellen oder Trägheitswellen von der Position des ursprünglichen Sprungs im Wasserstand ausgehend, nach der positiven und negativen Richtung der x-Achse mit der maximalen Gruppengeschwindigkeit {\displaystyle c={\sqrt {gH}}} abgestrahlt, Cahn (1945). Hinter den beiden Wellenfronten erfolgt die geostrophische Anpassung und es bleiben Poincare-Wellen mit der Gruppengeschwindigkeit nahe Null, also einer Periode, die nahe der der Trägheitsschwingung liegt, zurück. Die charakteristische Zeit für die geostrophische Anpassung ist somit die Zeit Ta, die die Wellenfront mit der Gruppengeschwindigkeit c benötigt, um die Entfernung von einem Rossbyradius R zurück zulegen. Daraus folgt  
{\displaystyle T_{\mathrm {a} }={\frac {R}{c}}={\frac {1}{f}}}.
Das bedeutet, dass die geostrophische Anpassung innerhalb einer Trägheitsperiode erfolgt.

## Bedeutung und Vorkommen
Das Rossby-Anpassungsproblem erklärt, warum die Bewegungen in der Atmosphäre und im Ozean nahezu immer im geostrophischen Gleichgewicht sind und Poincare-Wellen so häufig auftreten. Jede Kraft die eine Störung eines bestehenden geostrophischen Gleichgewichts verursacht, löst unter Abstrahlung von Poincare-Wellen den Prozess der geostrophischen Anpassung aus, der innerhalb einer Trägheitsperiode wieder ein neues geostrophisches Gleichgewicht herstellt, bei dem die räumlichen Variationen des Druckfeldes über die Entfernung eines Rossbyradius geglättet sind. Der neue Gleichgewichtszustand ist nicht ein Zustand der Ruhe, sondern der einer bewegten Flüssigkeit, bei der sich die Corioliskraft und die Druckgradientkraft ausbalancieren. Die geostrophische Strömung ist exakt divergenzfrei und hat somit keine vertikale Komponente. Die mechanische Energie des neuen Gleichgewichtszustandes ist geringer als die Energie des ursprünglich gestörten Zustandes. Die Energiedifferenz ist in den abgestrahlten Poincare-Wellen enthalten, die den Übergang in das neue Gleichgewicht eingerichtet haben. 
Die oben erhaltenen Resultate gelten exakt nur für reibungsfreie Flüssigkeiten in Bezugssystemen mit konstanter Rotationsgeschwindigkeit. Auf der Erde sind die Atmosphäre und der Ozean außerhalb der turbulenten Grenzschichten nahezu reibungsfrei. Die Reibungskraft bewirkt eine spiralförmige Bewegung aus dem Hochdruckgebiet heraus und in das Tiefdruckgebiet hinein. Dadurch werden die Druckgegensätze innerhalb einer Zeitskale ausgeglichen, die vom Verhältnis der Beträge von Reibungs- und Corioliskraft abhängt. Die stärkere Reibung in der turbulenten Grenzschicht der Atmosphäre über Landflächen bewirkt dort einen schnelleren Druckausgleich als über dem Ozean (z. B. Hurrikan und Tiefdruckgebiete in den die Antarktis umgebenden Ozeanen).
Auf Planeten ist der Coriolisparameter breitenabhängig. Dann gelten die obigen Ergebnisse mit hoher Genauigkeit, wenn die Rossbyradien kleiner als der Radius des Planeten sind. Der Rossbyradius der Atmosphäre beträgt auf der Erde rund 1000 km und der barotrope Rossbyradius des Ozeans annähernd 2000 km, Gill (1982). Diese Rossbyradien sind von der gleichen Größenordnung wie der Erdradius. In diesem Fall muss die Breitenabhängigkeit des Coriolisparameters berücksichtigt werden, die das Auftreten von Rossby-Wellen zur Folge hat. Rossby-Wellen strahlen von allen Druckmustern in rotierenden Bezugssystemen mit meridionaler Variabilität des Coriolisparameters ab, die zonale Gradienten aufweisen. Die Abstrahlung der Rossby-Wellen von geostrophischen Druckmustern führt zu ihrer Dispersion über Zeitskalen, die groß gegenüber der Trägheitsperiode sind. Sie 'zerfließen' somit langsam, wobei die Strömung quasi-geostrophisch ist. Die baroklinen Rossbyradien im Ozean sind sehr klein gegenüber dem Erdradius. Sie liegen in der Größenordnung von 10 bis 100 km, Chelton et al. (1998). Geostrophische Strömungen im Inneren des Ozeans mit einer Längenskala, die vergleichbar mit dem baroklinen Rossbyradius ist, sind in ihrer Form besonders persistent. Dies gilt in starkem Maß für geostrophische Wirbel, die eine Lebensdauer von mehreren Jahren erreichen können.
Da Druckmuster mit rein meridionalen Druckgradienten keine Rossby-Wellen abstrahlen, sind sie ebenfalls sehr persistent.